# Mise-en-place

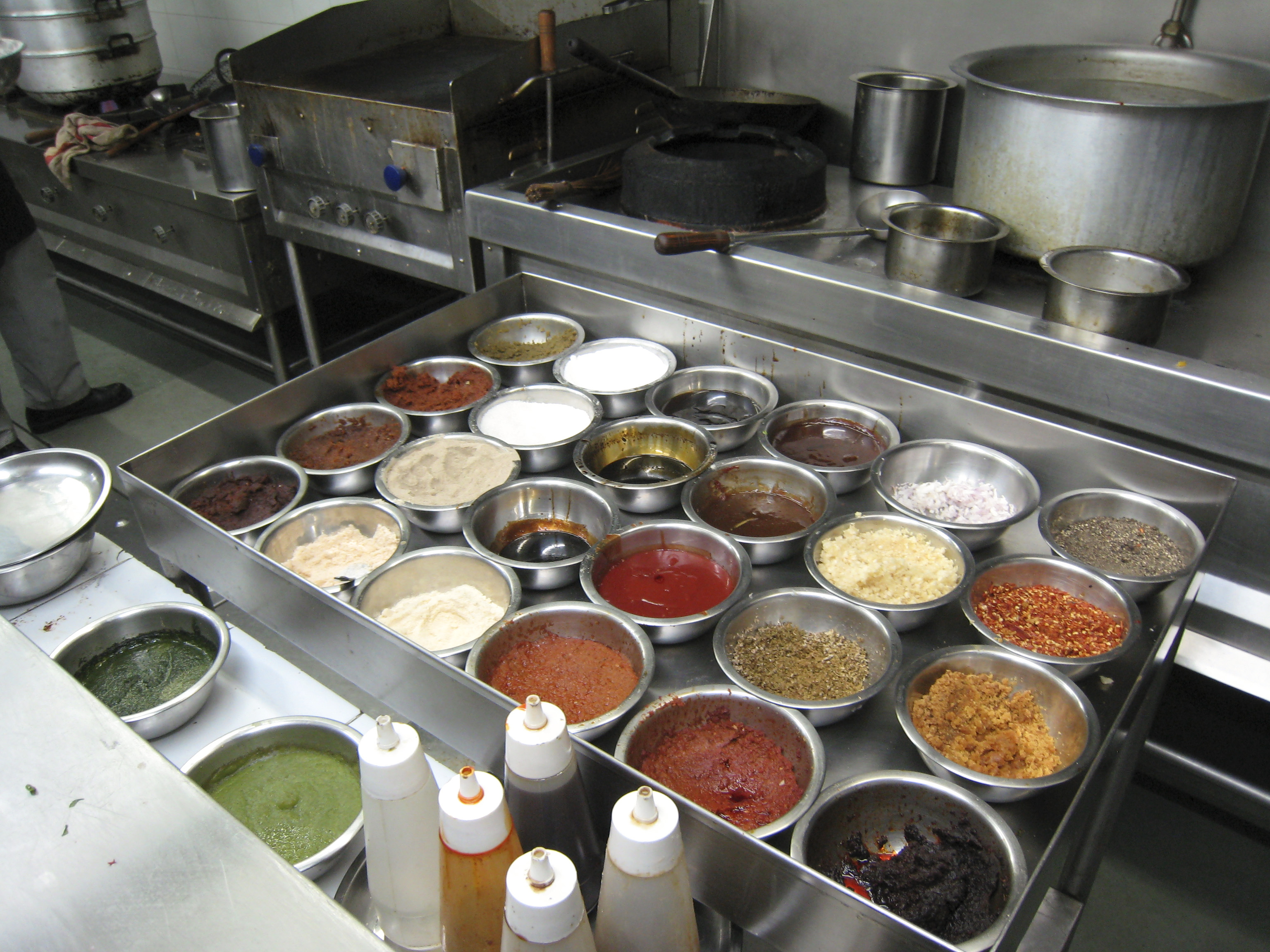
Mise-en-place in een professionele keuken

Mise-en-place is een term die in de horecasector gebruikt wordt om de gestructureerde voorbereiding van een maaltijd aan te duiden. Het oogmerk van deze voorbereiding is een optimale efficiëncie. 
Mise-en-place stamt uit het Frans (in de oorsprongstaal "mise en place", zonder koppeltekens) en het betekent "op zijn plaats klaarzetten". De voorbereidende werkzaamheden bestaan ook uit "mastiek maken" (het ordenen van de ruimtes, voorraadbeheer, schoonmaak e.d.), waarbij de grens tussen deze processen niet altijd scherp is.

## Werkzaamheden
Tot de mise-en-placewerkzaamheden behoren:
- citroen snijden (barwerkzaamheden)
- sla wassen en plukken
- groenten ciseleren
- vlees voorbraden
- vis schoonmaken
- garnituren snijden
- sauzen maken

## Componenten

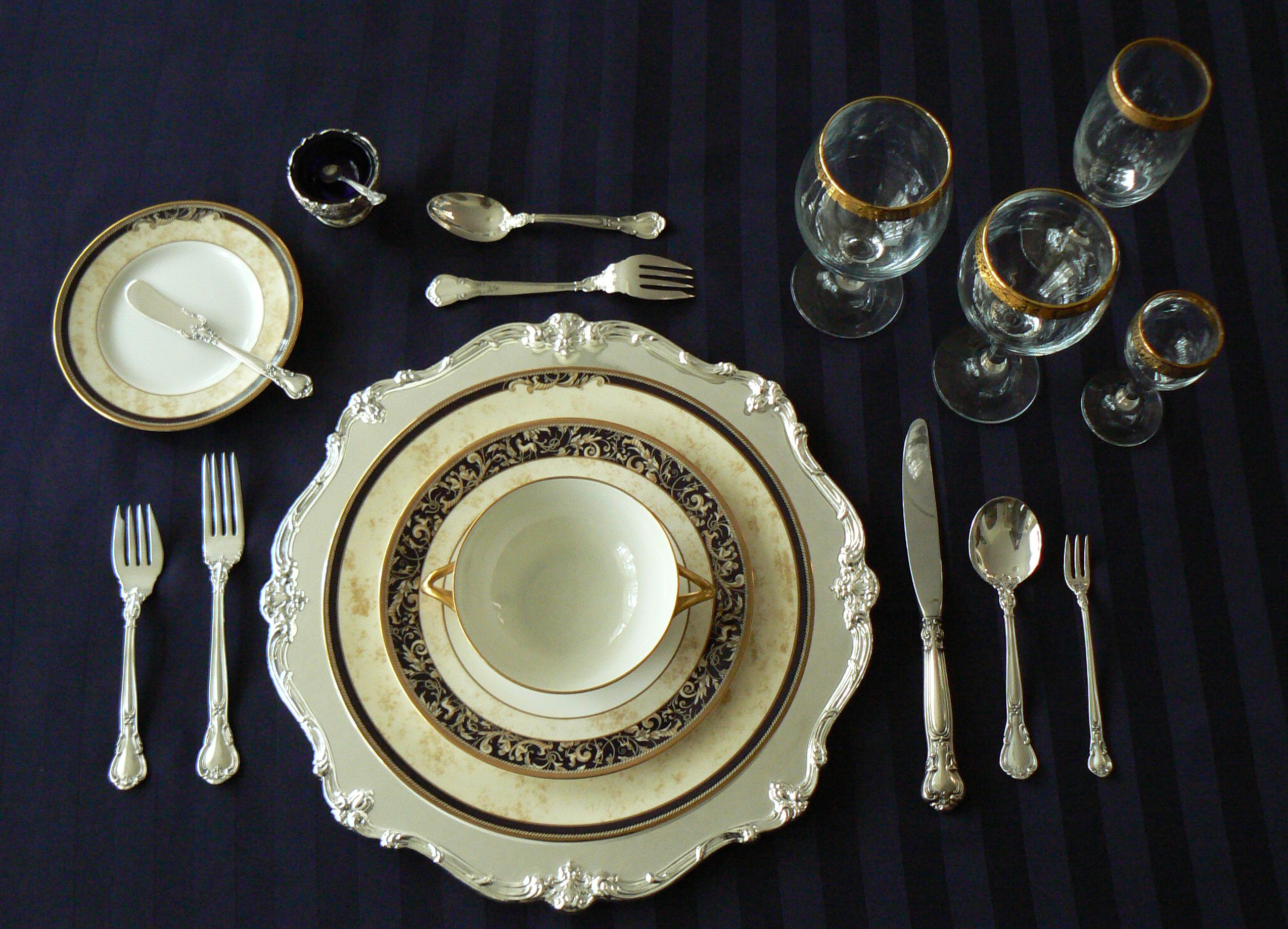
Formeel gedekte zitplaats voor meerdere gangen

De mise-en-place ziet voor dat alle gebruiksvoorwerpen voor het dekken van de tafels gereed staan:
| Categorie        | Onderdelen              |
| ---------------- | ----------------------- |
| Serviesgoed      | Borden                  |
| Serviesgoed      | Soepkommen              |
| Serviesgoed      | Schotels                |
| Serviesgoed      | Vingerkommetjes         |
| Serviesgoed      | Sausboten               |
| Tafellinnen      | Tafelkleden             |
| Tafellinnen      | Placemats               |
| Tafellinnen      | Servietten              |
| Bestek           | Messen                  |
| Bestek           | Vorken                  |
| Bestek           | Lepels                  |
| Bestek           | Dessertlepeltjes        |
| Glaswerk         | Waterglazen             |
| Glaswerk         | Rode-wijnglazen         |
| Glaswerk         | Witte-wijnglazen        |
| Glaswerk         | Champagneglazen         |
| Tafelaccessoires | Peper-en-zoutstelletjes |
| Tafelaccessoires | Olie en azijn           |
| Tafelaccessoires | Suikerpotjes            |
| Tafelaccessoires | Vazen                   |
| Tafelaccessoires | Karaffen                |
| Tafelaccessoires | Menu- en wijnkaarten    |
| Tafelaccessoires | Rechauds                |